# De l'amour (film 2001)
De l'amour è un film del 2001 scritto e diretto da Jean-François Richet. L'attrice protagonista è Virginie Ledoyen. 

## Trama
Maria è una ragazza che vive coi genitori nelle banlieue parigine ed ha appena terminato gli studi. Avvenente, ma non particolarmente responsabile, della sua vita sa solo di volersi godere appieno i suoi anni migliori. Finisce per accettare uno stage nella fabbrica di imbottiture dove lavora la sua migliore amica Linda; nella sua cerchia multiculturale di affetti figurano anche il fidanzato Karim e il migliore amico di quest'ultimo, Manu, segretamente interessato a Maria. I quattro, molto affiatati, cercano in tutti i modi di non farsi abbattere dal grigiore quotidiano e dall'alienazione a cui l'induce il loro lavoro, determinati a costruirsi da sé la propria felicità.
Un giorno, Maria, licenziatasi dal lavoro verso cui si era sempre dimostrata insofferente con la scusa di voler aprire un locale tutto suo, scopre di essere incinta e, a complicare le cose, non è sicura se il bambino sia di Karim o dell'amante Bouboule. Mentre riflette sul da farsi, ruba impulsivamente un capo di lingerie da un negozio, ma viene colta sul fatto e, dopo aver negato ripetutamente l'evidenza, arrestata e condotta in una stazione di polizia, dove un poliziotto razzista la stupra quando scopre che il suo fidanzato è magrebino. Da lì in poi, tutto cambia.